# Petersburg, Virginia
Petersburg är en stad och ett countyfritt område (independent city) i Virginia, USA med en yta av 60,1 km² och en folkmängd, som uppgår till 32 420 invånare (2010).
Staden var föremål för Belägringen av Petersburg.

## Kända personer från Petersburg
- William E. Cameron, politiker, guvernör i Virginia 1882-1886
- Joseph Cotten, skådespelare
- Jennifer McClellan, politiker
- Trey Songz, musiker